# 새뜸초등학교
새뜸초등학교는 대한민국 세종특별자치시에 있는 공립 초등학교이다.

## 연혁
- 2017년 3월 1일 : 개교
- 2017년 3월 1일 : 초대 이은아 교장 부임
- 2017년 3월 2일 : 시업식
- 2017년 3월 3일 : 입학식
- 2018년 5월 1일 : 8학급 증설(20학급, 102명)
- 2018년 6월 1일 : 제1회 졸업장 수여식(49명)
- 2018년 3월 2일 : 23학급(특수 1학급, 476명)